# Serica cruzi
Serica cruzi är en skalbaggsart som beskrevs av Saylor 1939. Serica cruzi ingår i släktet Serica och familjen Melolonthidae. Inga underarter finns listade i Catalogue of Life.